# Annelise Heigl-Evers
Annelise Heigl-Evers (* 19. April 1921 in Einbeck; † 1. Januar 2002 in Göttingen) war eine deutsche Ärztin und Psychoanalytikerin. Sie beeinflusste maßgeblich die Einführung und Entwicklung der Gruppenpsychotherapie in Deutschland.

## Leben
Nach dem Abitur in Göttingen studierte sie zwischen 1938 und 1944 zunächst Germanistik und Kunstgeschichte, dann Medizin an den Universitäten Jena, Tübingen, Gießen und Göttingen. Sie schloss ihr Studium mit dem ärztlichen Staatsexamen und der Promotion zum Dr. med. ab. In der ärztlichen Praxis wandte sie sich bald der Psychotherapie und Psychosomatik und speziell der Psychoanalyse zu. Lange Jahre war sie am Niedersächsischen Landeskrankenhaus Tiefenbrunn tätig. 1971 habilitierte sie sich an der Universität Göttingen im Fach Psychotherapie und leitete von 1974 bis 1977 eine Forschungsstelle für Gruppenprozesse an der Universität Göttingen.
1977 wurde sie als Professorin auf den Lehrstuhl für Psychotherapie und Psychosomatik an die Universität Düsseldorf berufen. Dort leitete sie zugleich als ärztliche Direktorin die Klinik für Psychotherapie und Psychosomatik. Im Jahr 1986 ließ sie sich emeritieren, leitete die Klinik jedoch weiter bis 1989.
Von 1980 bis 2000 war sie Mitglied im Wissenschaftlichen Beirat der Lindauer Psychotherapiewochen, von 2001 bis 2002 Ehrenbeirat der Lindauer Psychotherapiewochen.

## Leistungen
Zusammen mit ihrem Mann Franz Heigl, mit dem sie seit 1959 verheiratet war, entwickelte sie das Göttinger Modell der analytischen Gruppenpsychotherapie. Darüber hinaus initiierte und leitete sie zahlreiche Weiterbildungsmaßnahmen und organisierte Tagungen verschiedener Verbände und Organisationen. 1981 gründete sie in Düsseldorf das „Weiterbildungsinstitut für Psychoanalyse und Psychotherapie e.V“. Sie ist Autorin zahlreicher Bücher und Lehrbücher über Psychotherapie und war Mitherausgeberin der Zeitschrift „Gruppenpsychotherapie und Gruppendynamik“.
Mit ihrem Mann entwickelte sie die Psychoanalytisch-interaktionelle Methode für strukturell gestörte Patienten, vorrangig mit Borderline-Syndrom. In diesem Zusammenhang entwickelte sich Tiefenbrunn zur ersten deutschen Fachklinik für Patienten mit Psychotrauma-Störungen.
Gemeinsam mit ihrem Mann gründete sie 1992 die Heigl-Stiftung und stiftete den Heigl-Preis für empirische oder konzeptuelle Arbeiten aus dem Bereich der Psychotherapieforschung. Dieser Preis ist mit 10.000 Euro dotiert und wird seit 2004 alljährlich verliehen.
Annelise Heigl-Evers erhielt 1992 das Bundesverdienstkreuz.

## Schriften (Auswahl)
- Hrsg.: Therapien bei Sucht und Abhängigkeiten. Psychoanalyse, Verhaltenstherapie, systemische Therapie. Vandenhoeck & Ruprecht, Göttingen 2002, ISBN 3-525-46163-1.
- Mit Jürgen Ott (Hrsg.): Die psychoanalytisch-interaktionelle Methode. Theorie und Praxis. Vandenhoeck & Ruprecht, Göttingen 1995, ISBN 3-525-45782-0.
- Lehrbuch der Psychotherapie. 3. überarb. Ausg. G. Fischer, Lübeck 1997, ISBN 3-437-41240-X.
- Hrsg.: Suchttherapie: psychoanalytisch, verhaltenstherapeutisch. Vandenhoeck & Ruprecht, Göttingen 1991, ISBN 3-525-45734-0.
- Zus. mit Brigitte Weidenhammer: Der Körper als Bedeutungslandschaft. Die unbewusste Organisation der weiblichen Geschlechtsidentität. 2. überarb. Auflage. Huber, Bern 1997, ISBN 3-456-82811-X.
- (Hrsg.): Gruppendynamik. Vandenhoeck & Ruprecht, Göttingen 1973, ISBN 3-525-33345-5.
- Hrsg.: Handbuch der Ehe-, Familien- und Gruppen-Therapie. 3 Bände. Kindler, München 1973.
- Konzepte der analytischen Gruppenpsychotherapie. 2. neubearb. Auflage. Verlag für Med. Psychologie, Göttingen 1978, ISBN 3-525-45286-1.
- Zus. mit Franz Heigl: Lieben und Geliebtwerden in der Ehe. Eine tiefenpsychologische Studie über Ursachen u. Auswirkungen von Partnerschaftskonflikten. Fischer Tb, Frankfurt a. Main 1987, ISBN 3-596-42118-7.
- Zus. mit Franz Heigl: Gelten und Geltenlassen in der Ehe. Eine tiefenpsycholog. Studie. Fischer TB, Frankfurt am Main  1985, ISBN 3-596-42128-4.
- Zus. mit Franz Heigl: Geben und Nehmen in der Ehe. Eine tiefenpsycholog. Studie. Kindler, Göttingen 1975, ISBN 3-463-02151-X.
- Hrsg.: Gruppenpsychotherapie und Gruppendynamik. seit 1968 4x/J., ISSN 0017-4947, Vandenhoeck & Ruprecht.